# Клуб Алі Байрамова

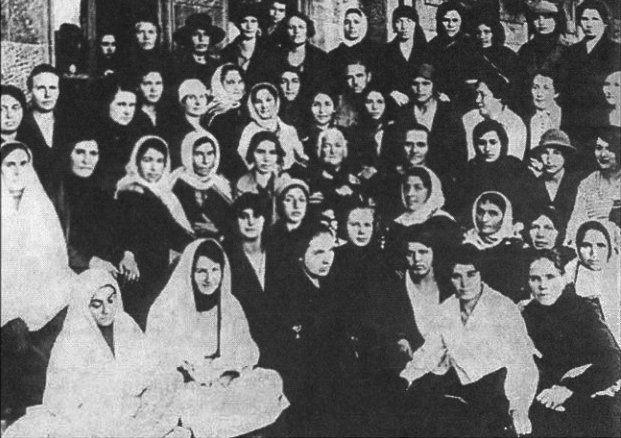
Клара Цеткін у жіночому клубі ім. Алі Байрамова, 1924

Клуб Алі Байрамова (азерб. Əli Bayramov adına Qadın Klubu) був першим жіночим клубом у Баку, Азербайджан. Клуб пропонував жінкам освіту та навчання різних професійних навичок, на додаток до культурних та розважальних заходів, до того недоступні азербайджанським жінкам. Його основним напрямом була кампанія за худжум та підвищення грамотності.

## Історія

### Витоки

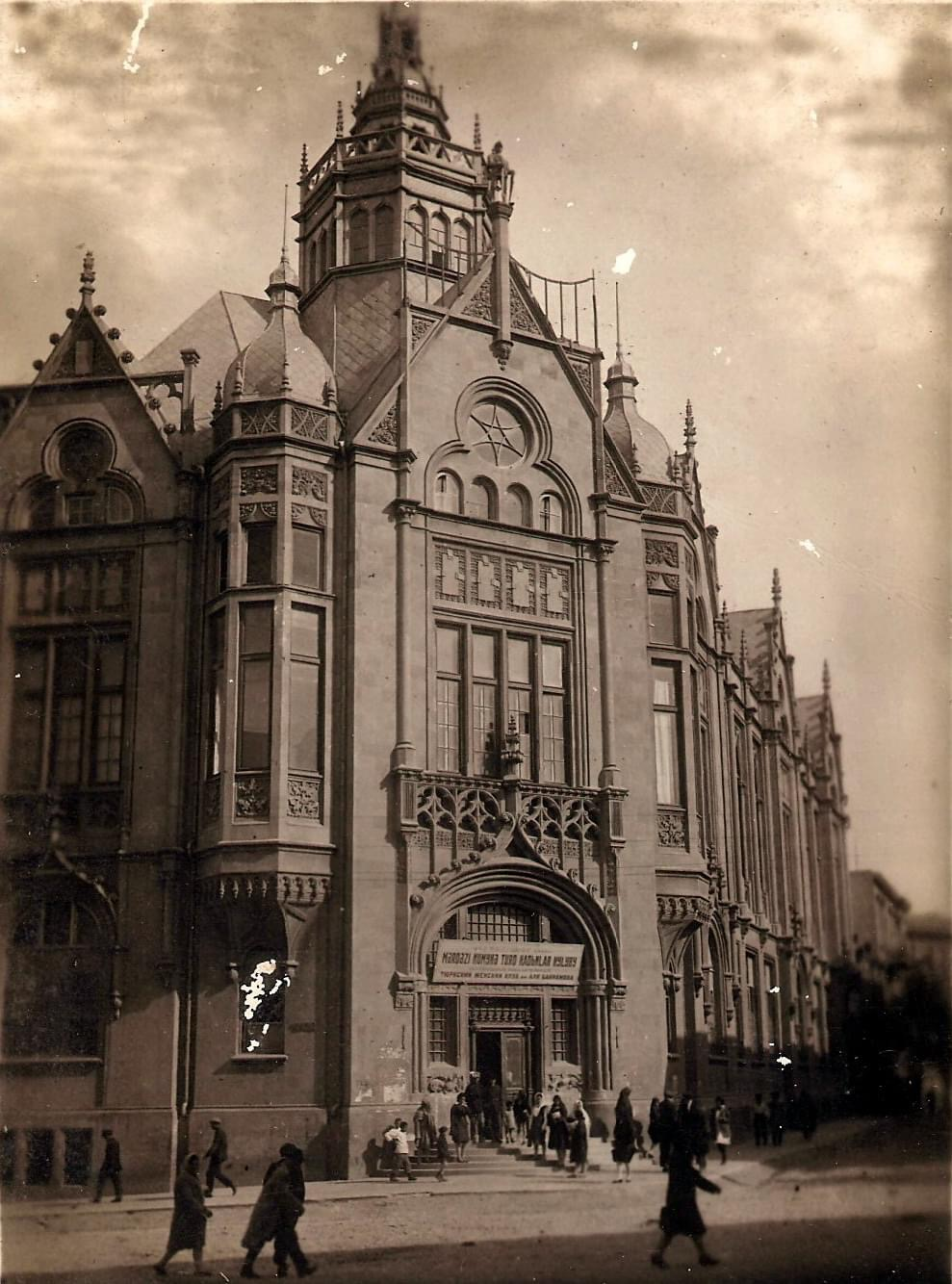
Палац щастя (1920-ті)

Жіночий клуб імені Алі Байрамова, що діяв у Баку та прилеглих районах, був відкритий у 1920 році під керівництвом Наркомату освіти. Клуб спочатку був заснований Джейран Байрамової як гурток грамотності та шиття з метою освіти азербайджанських жінок. Клуб був названий на честь її швагра, Алі Байрамова, з яким вона вступила в шлюб після смерті своєї сестри. Він заохочував освітні заняття Джейран, тоді як батьки були проти. Алі Байрамов, відомий азербайджанський більшовик, також заохочував свою дружину до активної участі у комуністичному жіночому русі. Байрамова вперше запропонувала клуб своїм шкільним друзям під час похорону чоловіка невдовзі після його смерті в березні 1920.
Клуб прагнув залучити представниць міжетнічного робітничого класу, які тісно співпрацюють з Женотделом. Вони навіть виключили представниць буржуазії.
Крім того, клуб також пропонував жінкам розваги та спілкування, які раніше були недоступні для жінок, які в основному обмежувалися роботою по дому або відвідуванням мечеті. Було проведено низку культурних, спортивних та дозвільних заходів, у тому числі спектаклі та музичні вистави у виконанні жіночих труп, кінопокази, ігрові кімнати (шахи, нарди, більярд), уроки танців.

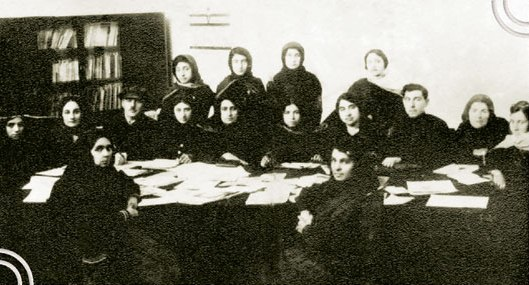
Правління жіночого клубу імені Алі Байрамова

### 1920-ті роки
Клуб був навчальним центром для жінок, які мали намір організувати регіональні клуби, кампанії з відкриття та курси грамотності за межами столиці. Першу групу жінок, залучених до Клубу, швидко зарахували до класів з ліквідації неписьменності. За кілька місяців стажерки мали скласти іспит. Дехто були стурбовані чутками про те, що тих, хто отримає хороші оцінки на іспиті, відправлять на роботу в села по всьому Азербайджану. Деякі жінки міркували: «Ми прийшли до клубу, відкрили швейну майстерню, зняли чадри, ліквідували безграмотність і що тепер? Адже є інші жінки, яким теж потрібна допомога». Таким чином, стажеркам, які могли довести свою грамотність, пропонувалася робота у провінційних клубах для навчання, політизації та освіти місцевих жінок. На початку 1930-х налічувалося 103 таких клуби.
Клуб одержав підтримку раннього більшовицького режиму. Що найважливіше для клубу, в 1922 році радянська влада дозволила Клубу зайняти екстравагантний колишній будинок багатої родини Мухтарових, який тепер називається Палацом щастя.
Жіночий клуб Алі Байрамова брав участь у багатьох різних сферах і мав на меті головну мету — змінити кожен аспект життя жінок. Коли німецька теоретик марксизму та феміністка Клара Цеткін відвідала клуб Алі Байрамова у 1924 році, вона була дуже вражена, назвавши його центром збору революційних сил.
26 травня 1925 року в актовому залі клубу Алі Байрамова відбулися урочисті збори, присвячені 5-річчю клубу.
Клуби, націлені на розвиток азербайджанок, знайшли велику підтримку після запуску сталінських художників. Це були спроби сталінського режиму зробити азербайджанську культуру більш радянською, насамперед шляхом придушення ісламу. У результаті 1929 року чадра була заборонена.

### Проблеми та закриття

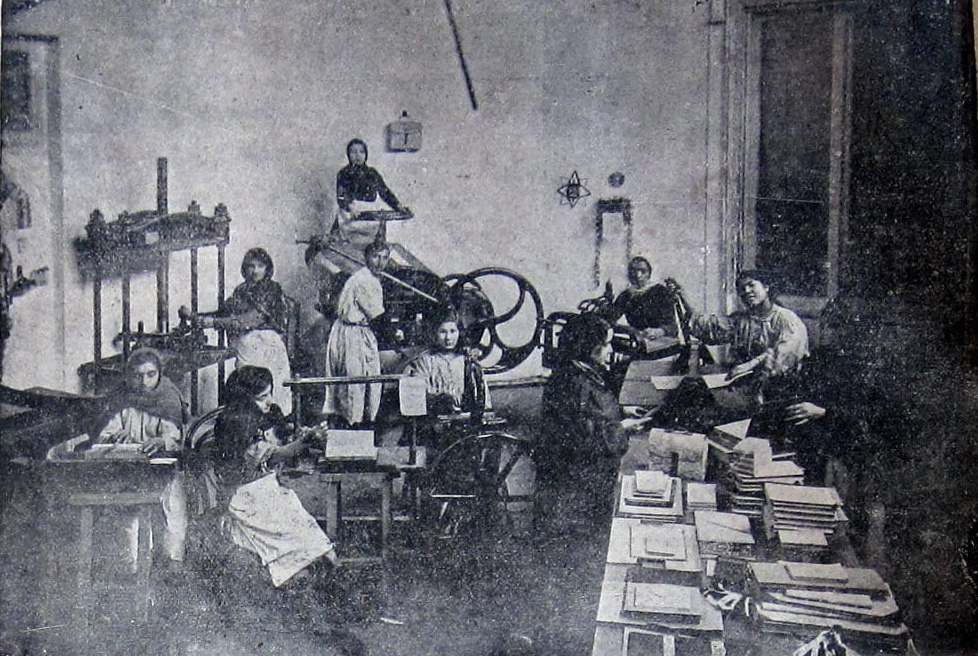
Книгарня поряд з Клубом робочих турецьких жінок Алі Байрамова

Засновники рано зіткнулися з проблемами при залученні жінок з організаторськими здібностями, особливо з урахуванням того, що більшість з них потребувала дозволу від чоловіків для участі, а також двоїсте ставлення чоловіків-комуністів до проєкту.
Клуб також зіштовхнувся із нападками з боку широкої азербайджанської громади. Один інцидент включав повідомлення про напад на зустріч Байрамова з окропом та собаками.
Клуб був закритий у 1937 році через зростаюче розчарування Сталіна у жіночих питаннях. Він заявив у 1930 році, що всі жіночі проблеми «вирішені», що означало, що такі клуби, як клуб Алі Байрамова, стали вважатися непотрібними. Крім того, Сталін звернув назад багато успіхів раннього режиму в плані жіночої емансипації. Наприклад, в 1936 Сталін повторно ввів кримінальну відповідальність за аборти, заборонив лесбійство і зробив розлучення більш дорогим. Це зробило виживання клубу майже неможливим, хоча клуб проіснував 7 років після закриття Женотдела.

### Спадщина
У швейній майстерні, відкритій при клубі Алі Байрамова, спочатку працювало 7 робітниць, але згодом вона розрослася і перетворилася на текстильну фабрику Алі Байрамова, де й сьогодні працюють 1500 жінок.
Клуб також заклав основу для підвищення рівня освіти азербайджанських жінок, особливо щодо професії акушерства. Наприклад, акушерський курс Клубу було перетворено на Школу акушерства в Баку. Він також пропонував професійну підготовку, що включає роботу з телефоном, бухгалтерський облік, догляд за хворими, акушерство, а також шиття та ткацтво.
Клуб заклав основи емансипації азербайджанських жінок у консервативному суспільстві. Сьогодні рівень грамотності азербайджанських жінок становить 99%, і вони мають повну рівність за азербайджанським законодавством.